# Przejście graniczne Turoszów
Przejście graniczne Turoszów – zlikwidowane polsko-niemieckie kolejowe przejście graniczne (linia kolejowa Trzciniec Zgorzelecki – Zittau), obecnie położone w województwie dolnośląskim, w powiecie zgorzeleckim, w miejscowości Bogatynia, dzielnicy Turoszów.

## Opis
Przejście graniczne Turoszów funkcjonowało w latach 60. XX w. na granicy z Niemiecką Republiką Demokratyczną (NRD). Czynne było codziennie przez całą dobę. Dopuszczone było przekraczanie granicy dla ruchu towarowego. Kontrolę graniczną osób, towarów i środków transportu wykonywała Graniczna Placówka Kontrolna Turoszów.